# Adolph (računalni virus)
Adolph (znan kao i Adolf Hitler) je računalni virus koji u zaraženom programu mijenja datum njegove proizvodnje u datum i vrijeme infekcije. Infekcijski kod sadrži vrijednost Adolf Hitler.